# Sarima matsumurai
Sarima matsumurai är en insektsart som beskrevs av Teiso Esaki 1931. Sarima matsumurai ingår i släktet Sarima och familjen sköldstritar. Inga underarter finns listade i Catalogue of Life.